# Микита-Ёль
Микита-Ёль — река в России, протекает в Усть-Куломском районе Республики Коми и Чердынском районе Пермского края. Устье реки находится в 163 км по правому берегу реки Южная Кельтма. Длина реки составляет 18 км.
Исток реки в лесах в Республике Коми близ границы с Пермским краем, куда река перетекает примерно на половине течения. Течёт сначала на юго-восток, затем поворачивает на северо-восток. Всё течение проходит по ненаселённому лесному массиву.

## Данные водного реестра
По данным государственного водного реестра России относится к Камскому бассейновому округу, водохозяйственный участок реки — Кама от истока до водомерного поста у села Бондюг, речной подбассейн реки — бассейны притоков Камы до впадения Белой. Речной бассейн реки — Кама.
Код объекта в государственном водном реестре — 10010100112111100003185.